# SMS Salamander (1862)
 «Саламандер» (нім. SMS Salamander) - броненосець однойменного типу ВМС Австро-Угорщини другої половини 19-го століття. 

## Історія створення
Броненосці типу «Драхе» були першими броненосцями австрійського флоту і австрійського будівництва. Вони були закладені у відповідь на будівництво італійських броненосців  типу «Формідабіле». 
Рішення про будівництво цих кораблів ерцгерцог Фердинанд Максиміліан прийняв ще до офіційного затвердження рейхстагом плану створення нового флоту.
Кораблі оперативно були розроблені Йозефом фон Ромако на основі французьких броненосців типу «Глуар».
«Саламандер» був закладений у лютому 1861 року на верфі «Stabilimento Tecnico Triestino» у Трієсті. Спущений на воду 22 серпня 1861 року, вступив у стрій у травні 1862 року.

## Історія служби
Під час Другої Шлезвізької війни 1864 року «Саламандер» і однотипний «Драхе», а також броненосець «Принц Ойген», залишились в Адріатиці для охорони австрійського узбережжя, в той час як основна ескадра вирушила в Північне море для війни з Данією.

### Битва біля Лісси
З початком австро-італійської війни 1866 року командувач австрійським флотом Вільгельм фон Тегетгофф мобілізував і повністю укомплектував свої кораблі. 27 червня він привів свій флот до Анкони, але командувач італійським флотом Карло Пелліон ді Персано відмовився вступати у бій.
16 липня Персано вирушив з Анкони до острова Лісса з метою захопити його. Італійські кораблі 3 дні обстрілювали острів, завдавши серйозних пошкоджень береговим батареям, але не змогли повністю подавити їх опір, а всі спроби десанту були відбиті.
20 липня Тегетгофф привів свій флот до Лісси. Він розташував свої броненосці клином, дерев'яні кораблі 2-ї і 3-ї дивізій йшли позаду. «Саламандер» розташовувався на лівому фланзі.
Персано вишикував свої кораблі у кільватерну колону. Але з початком бою він переніс свій прапор з «Ре д'Італія» на «Аффондаторе». Операція зайняла 10 хвилин, але між дивізіями Персано та Вакки утворився розрив, в який спрямував свій удар Тегетгофф. Австрійці пройшли крізь стрій італійських кораблів, але не змогли протаранити жоден з них. Тегетгофф розвернув свої кораблі для другої атаки. 
Кораблі лівого флангу «Саламандер», «Габсбург» і «Кайзер Макс» атакували передову  італійську дивізію адмірала Вакки у складі броненосців «Прінчіпе ді Каріньяно», «Кастельфілардо» та «Анкона». Пізніше «Саламандер» намагався протаранити один з італійських броненосців, але не влучив у нього.
Загалом під час бою в «Саламандер» влучили 35 ворожих снарядів, які, проте, не завдали йому серйозної шкоди.

### Подальша служба
Незважаючи на перемогу біля Лісси та Кустоци, Австрія зазнала поразки від Пруссії і змушена була поступитись Італії Венецією. Внаслідок австро-угорського компромісу 1867 року дві частини дуалістичної монархії мали право вето на рішення одна одної. Незацікавленість Угорщини в морській експансії призвела до різкого скорочення бюджету флоту. Більшість кораблів були виведені в резерв та роззброєні.
Тому після війни  флот розпочав досить скромну модернізацію, в першу чергу зосередившись на переозброєнні кораблів новими нарізними гарматами. У бюджеті 1867 року були заплановані кошти на модернізацію «Драхе» і «Саламандер» як найстаріших броненосців флоту.
Протягом 1868-1870 років на «Саламандер» були встановлені десять 178-мм гармат і дві 51-мм гармати. 
У 1883 році «Саламандер» був виключений зі складу флоту і перетворений на блокшив. Розібраний протягом 1895-1896 років.